# EXILE SHOKICHI LIVE TOUR 2019 UNDERDOGG
『EXILE SHOKICHI LIVE TOUR 2019 UNDERDOGG』（エグザイル ショウキチ ライブ ツアー  にせんじゅうきゅう アンダードッグ）は、EXILE SHOKICHIのライブ・ビデオである。2019年12月25日にrhythm zoneから発売。

## 概要
- EXILE SHOKICHIソロ初のライブ映像作品。「2DVD（初回生産限定盤 ）」「2Blu-ray（初回生産限定盤 ）」「2DVD」「2Blu-ray」の全4形態で発売。初回生産限定盤は50ページのフォトブックが封入されている。[1]
- 2019年6月 - 9月にかけて開催された、自身初のソロ・アリーナ・ツアー『EXILE SHOKICHI LIVE TOUR 2019 "UNDERDOGG"』から、大阪城ホール公演の模様と、アルバム「1114」の完結編となる約50分に及ぶドキュメント映像を収録。

## 収録内容

### DISC 1
1. 1114 Miracles
2. マボロシ
3. Don't Stop the Music
4. Futen Boyz
5. Ooo!
6. HERE WE GO
7. Underdog
8. サイケデリックロマンス feat. SALU
9. Rock City feat. SWAY & Crystal Kay
10. Good Vibes Only feat. JP THE WAVY, EXILE SHOKICHI / SALU
11. RAP GAME / SALU
12. 白夜
13. 青の日々
14. 君に会うために僕は生まれてきたんだ

### DISC 2
1. Bad Speed Play
2. WHITEOUT (DJ ALAN Remix)
3. Cult of Personality (DJ ALAN Remix)
4. BACK TO THE FUTURE
5. ピンク スパイダー
6. ROCKET DIVE
7. Giver
8. GENERATION
9. GOING ON
10. YEAH!! YEAH!! YEAH!!
11. Going Crazy
12. The One
13. Back 2U
14. Future

- STORY OF 1st SOLO TOUR